# Matturio Fabbi
Matturio Fabbi (São Paulo, 11 december 1894 - datum overlijden onbekend) was een Italo-Braziliaans voetballer. 

## Biografie
Matturio werd geboren in São Paulo, zijn oudere broer Luiz werd nog in het Italiaanse Parma geboren voor zijn ouders emigreerden. 
Matturio speelde in 1915 kort voor Corinthians, de club waar zijn broer al vanaf het ontstaan voor speelde, hij maakte zelfs het eerste doelpunt in de clubgeschiedenis. In 1915 trokken beide broers naar Palestra Itália, het huidige Palmeiras. Hij speelde er 142 wedstrijden en kon één keer scoren. van 1918 tot 1921 speelde hij ook in de selectie van São Paulo. 
Na zijn spelerscarrière werd hij trainer van Palestra Itália uit Belo Horizonte, het huidige Cruzeiro. Met deze club won hij van 1928 tot 1930 de staatstitel. In 1932 werd hij door Amílcar Barbuy aangetrokken om voor Lazio Roma te trainen. In 1933 keerde hij echter terug naar Brazilië en werd opnieuw trainer van Palestra Itália. Gelijktijdig trainde hij ook de selectie van de staat Minas Gerais. Van 1936 tot 1937 trainde hij Palestra Itália uit São Paulo en won er 45 van de 65 wedstrijden mee maar kon geen prijs pakken. In 1937 keerde hij terug naar Belo Horizonte om América te trainen en sloot zijn carrière daar af bij Palestra Itália.  